# تون بال
تون بال (به انگلیسی: Town ball) ورزشی است که پیدایش آن به قرن ۱۸ و ۱۹ میلادی برمی گردد و قوانینی مشابه با ورزش بیسبال دارد. در بعضی از مناطق آمریکا مانند فیلادلفیا، امتداد رود میسیسیپی و اوهایو این ورزش به همین نام شناخته می‌شود اما در سایر مناطق این ورزش را با نام‌های بیس، راند بال یا حتی بال نیز می شناسند.